# Fassel L’ousa Ferenc
Fassel L'ousa Ferenc (Budapest, 1915. – Budapest, 2009. február 9.) magyar festő, grafikus.

## Életpályája
A Tabánban a Fehérsas téri iskolába járt, ahol tanára Reiter Ágoston fedezte fel tehetségét. Korkedvezménnyel 14 évesen került az Országos Magyar Királyi Iparművészeti Főiskolára, ahol tanárai Haranghy Jenő, Helbing Ferenc, Simai Imre és Stein János voltak. Már diákként több plakátpályázat díjazottja volt.
1935-ben diplomázott, ám szépen ívelő karrierjét a II. világháború kettétörte. A háborúból tisztként szerelt le, a felszabadulás után mint textiltervező helyezkedett el. 
Töretlen lendülettel járta az ország művésztelepeit, megörökítve az apró települések, falvak különleges világát, ezáltal folyamatosan fejlesztette képességeit. 
A 60-as években több meghívást kapott Franciaországba, Itáliába. A képzőművészeti élettől tudatosan távol tartotta magát, életében első helyre a családja került.
Fassel Ferenc fia, Cakó Ferenc animációs-rendező, és rengeteg gyönyörű homokanimáció készítője.

## Festészete
Biztos és kivételes rajztudással rendelkezett. Igazi kolorista, egyéni látomások megfestésére képes, aki a reálist és az irreálist, a valóságost és az álomszerűt, a tárgyat és az ideát képes volt képpé alakítani. Készített akvarelleket, olajképeket. Mint kiváló rajzoló, képeinek alaphangulatát szinte mindig rajzi komponálással adja meg, s e tiszta, burjánzó motívumegyüttesre épültek rá gazdag koloritja. Remek akt-, és látványos csendéletfestő. Nagy szakmai tudását igazolja portréfestészete is.
A  realizmustól a szürrealista képalkotásig sok mindent végigpróbált elmélyült munkássága alatt. Habár a művész tipikusan visszahúzódó alkat - a szocialista időszak alatt nem volt hajlandó résztvenni a "hivatalos" művészeti életben - mégis több csoportos és egyéni kiállítás részvevője, valamint több galéria állandó vendége. Közérthető esztétikája, képeinek színvonala önmagáért beszél.
Pogány Ö. Gábor fogalmazott vele kapcsolatban így: "… olyan művész, akinek bravúros rajztudása, magas szintű technikai kifejezésformával párosul. Témáinak sokszínű palettáján a realizmustól az expresszív és szürrealista vonásokig szinte minden fellelhető."

## Művei
- Barátnők
- Kihalt utca
- Velencei álom
- Firenze
- Romos kerítés
- Tanya